# 聖徳太子虚構説

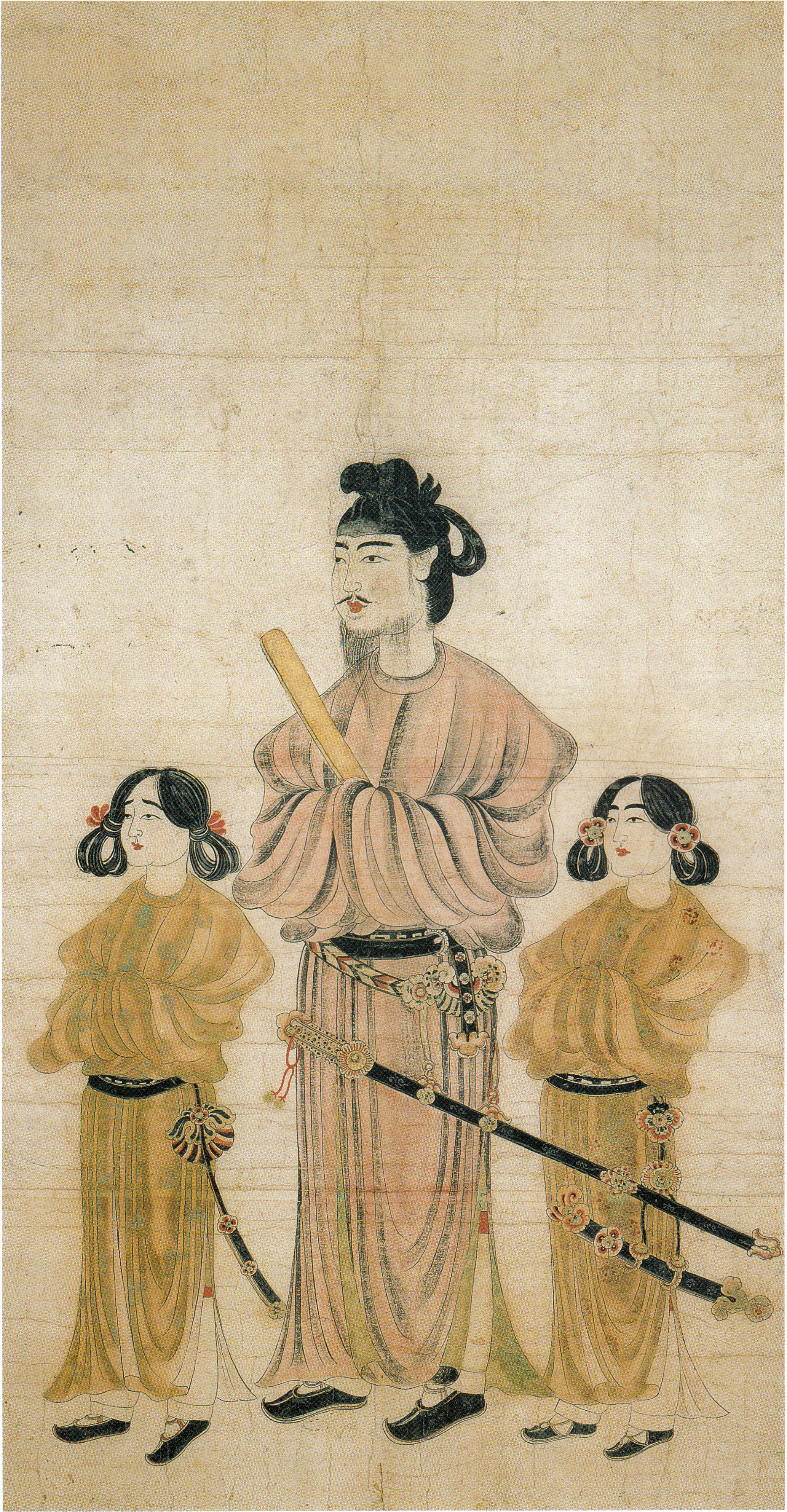
『聖徳太子二王子像』。聖徳太子を描いた最古の肖像画。

聖徳太子虚構説（しょうとくたいしきょこうせつ）とは、聖徳太子の事績の大半は『日本書紀』の編纂によって、当時の為政者たちによって捏造されたとする説。聖徳太子（厩戸王）という人物が実在しなかったという意味ではなく、聖徳太子の聖人化（太子信仰）は政治的な意図に基づいて捏造されたとする説である。大山誠一が1999年に提唱して以来、賛否が分かれている。

## 研究史
近代における実証的研究としては、久米邦武の『上宮太子実録』がある。
また、十七条憲法を太子の作ではないとする説は江戸後期の考証学者狩谷棭斎らに始まり、津田左右吉は十七条憲法を太子作ではないと主張した。第二次世界大戦後、井上光貞、坂本太郎、関晃らは津田説に反論している。一方、森博達は十七条憲法を『日本書紀』編纂時の創作としている。
高野勉の『聖徳太子暗殺論』（1985年）は、聖徳太子と厩戸皇子は別人であり、蘇我馬子の子・善徳が真の聖徳太子であり、後に中大兄皇子に暗殺された事実を隠蔽するために作った架空の人物が蘇我入鹿であると主張している。また石渡信一郎は『聖徳太子はいなかった—古代日本史の謎を解く』（1992年）を出版し、谷沢永一は『聖徳太子はいなかった』（2004年）を著している。近年は歴史学者の大山誠一らが主張している（後述）。

## 大山誠一による聖徳太子虚構説
1999年、大山誠一の著書『「聖徳太子」の誕生』（吉川弘文館）が刊行された。大山は「厩戸王の事蹟と言われるもののうち冠位十二階と遣隋使の2つ以外は全くの虚構」と主張。さらにこれら2つについても『隋書』に記載されているものの、その『隋書』には推古天皇も厩戸王も登場しないと大山は考えた。そうすると推古天皇の皇太子・厩戸王（聖徳太子）は文献批判上では何も残らなくなり、痕跡は斑鳩宮と斑鳩寺の遺構のみということになる。
また、大山は聖徳太子に関する史料を『日本書紀』に記された「十七条憲法」と法隆寺の「法隆寺薬師像光背銘文、法隆寺釈迦三尊像光背銘文、天寿国繡帳、三経義疏」の二系統に分類し、いずれも厩戸皇子の時代よりかなり後に作成されたとする。
大山は、飛鳥時代に斑鳩宮に住み、斑鳩寺を建立した可能性のある有力な王族としての厩戸王の実在は否定しない。しかし、推古天皇の皇太子として、数々の業績を上げた聖徳太子の人物像は、『日本書紀』編纂当時の実力者であった藤原不比等らの創作であり、架空の存在であるとする。以降、『聖徳太子の真実』（平凡社、2003年）や『天孫降臨の夢』（NHK出版、2009年）など多数の研究を発表している。
大山説の概要「有力な王族厩戸王は実在した。信仰の対象とされてきた聖徳太子の実在を示す史料は皆無であり、聖徳太子は架空の人物である。『日本書紀』（養老4年、720年成立）に最初に聖徳太子の人物像が登場する。その人物像の形成に関係したのは藤原不比等、長屋王、僧の道慈らであるとされ、十七条憲法は『日本書紀』編纂の際に創作されたとする。藤原不比等の死亡、長屋王の変の後、光明皇后らは『三経義疏』、法隆寺薬師像光背銘文、法隆寺釈迦三尊像光背銘文、天寿国繡帳の銘文等の法隆寺系史料と救世観音を本尊とする夢殿、法隆寺を舞台とする聖徳太子信仰を創出した。」
大山説は雑誌『東アジアの古代文化』102号で特集が組まれ、102号、103号、104号、106号誌上での論争は『聖徳太子の実像と幻像』（大和書房、 2001年） にまとめられている。石田尚豊は公開講演『聖徳太子は実在するか』の中で、聖徳太子虚構説とマスコミの関係に言及している。『日本書紀』などの聖徳太子像には何らかの誇張が含まれるという点では、多くの研究者の意見は一致しているが、聖徳太子像に潤色・脚色があるということから「非実在」を主張する大山説には批判的な意見が数多くある。三浦佑之など大山説に賛同を表明する研究者もいる。
また、岡田英弘、宮脇淳子は大山説とは異なる視点から聖徳太子虚構説を論じている。

## 大山説への反論
仁藤敦史（国立歴史民俗博物館研究部教授）は、『日本書紀』や法隆寺系以外の史料からも初期の太子信仰が確認できるため、法隆寺系史料のみを完全に否定することは無理があると批判している。また「推古朝の有力な王子たる厩戸王（子）の存在を否定しないにもかかわらず、後世の「聖徳太子」と峻別し、史実と伝説との連続性を否定する点も問題」としている。
遠山美都男は「『日本書紀』の聖徳太子像に多くの粉飾が加えられていることは、大山氏以前に多くの研究者がすでに指摘ずみ」としたうえで、「大山説の問題点は、実在の人物である厩戸皇子が王位継承資格もなく、内政・外交に関与したこともない、たんなる蘇我氏の血を引く王族に過ぎなかった、と見なしていることである。斑鳩宮に住み、壬生部を支配下におく彼が、王位継承資格も政治的発言権もない、マイナーな王族であったとは到底考えがたい。」「『日本書紀』の聖徳太子はたしかに架空の人物だったかもしれないが、大山氏の考えとは大きく異なり、やはり厩戸皇子は実在の、しかも有力な王族だった」と批判している。
ほか、和田萃や、曽根正人らの批判がある。
平林章仁は、日本書紀はそもそも舎人親王が監督した正式な朝廷編纂の国史書であり、個人の意図で大幅に内容が変えられるものでないとして、日本書紀は虚構説の資料にはならないと指摘している。
倉本一宏は「『聖徳太子』はいた」として、聖徳太子虚構説を「『聖徳太子』というのは、あとからできた敬称ですが、厩戸王という人はいたわけです。有力な王族であったことは確かですし、推古天皇、蘇我馬子とともに政を行っていたことは間違いない。ただし、その業績が伝説化された部分はあると思います」として、法隆寺は南都七大寺で唯一王権とほとんど関係なく、創建者の厩戸一族も滅んでいるという後ろ楯不在の寺であるため、存在意義のために聖徳太子伝説が必要であり、そこで作られたのが法隆寺系縁起であり、これらの史料がたまたま『日本書紀』に採用され、聖徳太子伝説を作ったのは法隆寺である旨指摘している。
聖徳太子虚構説に対する反論としては、直木孝次郎「厩戸王の政治的地位について」、上田正昭「歴史からみた太子像の虚実」（『聖徳太子の実像と幻像』所収）（2001年）、森田悌『推古朝と聖徳太子』（2005年）、などがある。また石井公成は、「大山説は想像ばかりで論証になっていない」とし、新資料の発見とコンピュータ分析によって、「憲法十七条」や三経義疏は聖徳太子の作と見てよいと論じている。

### 虚構説の論点と歴史的資料

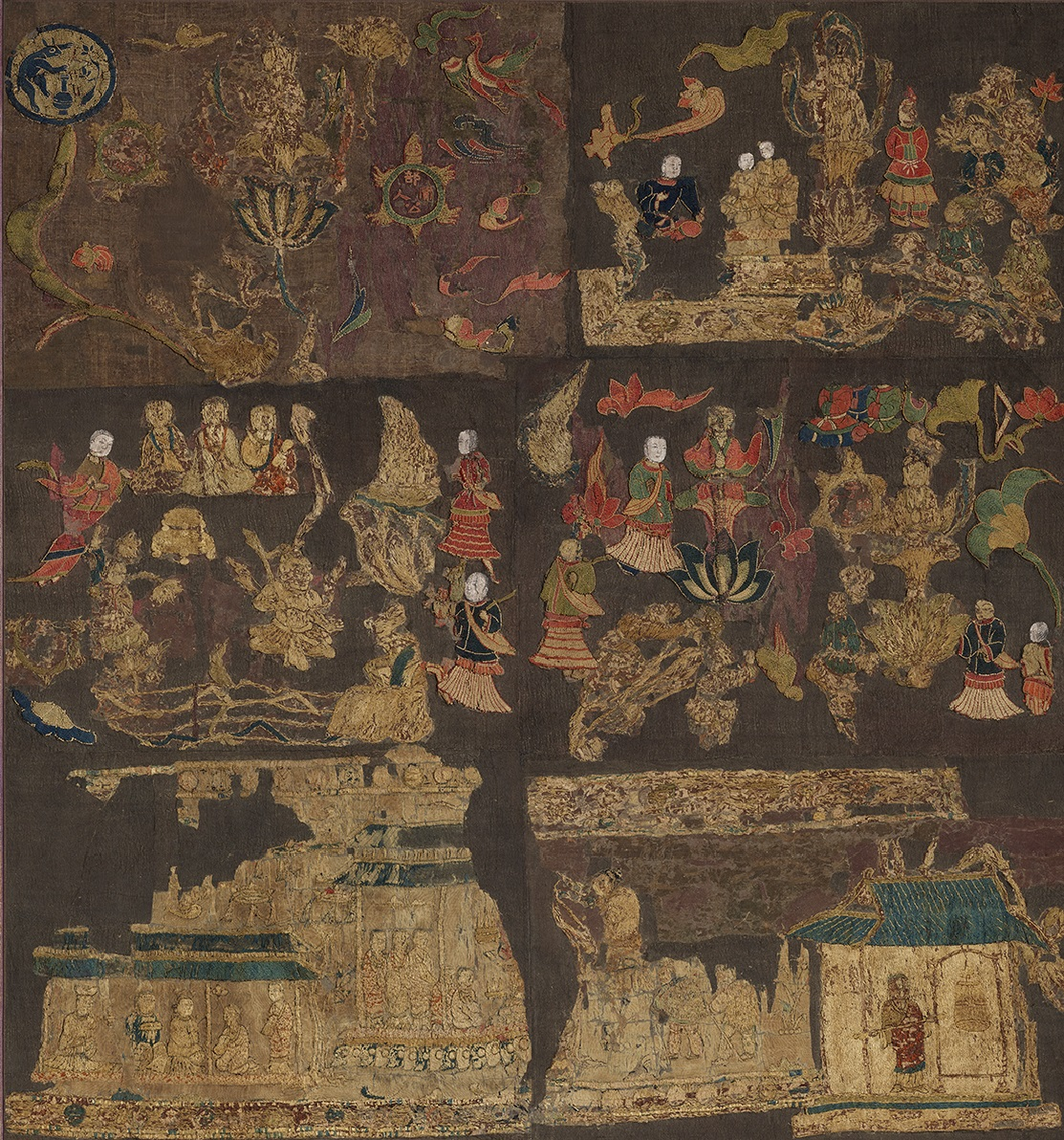
天寿国繡帳

聖徳太子の存在を傍証する資料は、『日本書紀（巻22推古紀）』および「十七条憲法]、『古事記』、『三経義疏』、『上宮聖徳法王帝説』、天寿国繡帳（天寿国曼荼羅繡帳）、法隆寺薬師如来像および釈迦三尊像の光背銘文、同三尊像台座内墨書、道後湯岡碑銘文、法起寺塔露盤銘、『播磨国風土記』、『上宮記』などの歴史的資料がある。これらのなかには厩戸皇子よりかなり後の時代、もしくは『日本書紀』成立以降に制作されたと考えられるものもあり、現在、決着してはいない。

### 『日本書紀』における聖徳太子像
大山説は藤原不比等と長屋王の意向を受けて、僧道慈（在唐17年の後、718年に帰国）が創作したとする。しかし、森博達は「推古紀」を含む『日本書紀』巻22は中国音による表記の巻（渡来唐人の述作）α群ではなく、日本音の表記の巻（日本人新羅留学僧らの述作）β群に属するとする。「推古紀」は漢字、漢文の意味および用法の誤用が多く、「推古紀」の作者を17年の間唐で学んだ道慈とする大山説には批判がある。森博達は文武天皇朝（697年-707年）に文章博士の山田史御方がβ群の述作を開始したとする。

### 『勝鬘経義疏』
- 『勝鬘経』の注釈書である『勝鬘経義疏』について藤枝晃は、敦煌より出土した『勝鬘義疏本義』と七割が同文であり、6世紀後半の中国北朝で作られたもので[16]、大山はこれが筆写されたものとしている[17]。
- 『法華経義疏』巻頭の題箋（貼り紙）について、大山は僧侶行信が太子親饌であることを誇示するために貼り付けたものとする。
- 安本美典は題箋の撰号「此是大委国上宮王私集非海彼本」中の文字（是・非など）の筆跡が本文のそれと一致しており、題箋と本文は同一人物によって記されたとして、後から太子親饌とする題箋を付けたとする説を否定している。また、題箋に「大委国」とあることから海外で作られたとする説も否定している。
- 王勇 (歴史学者)は『三経義疏』について「集団的成果は支配者の名によって世に出されることが多い」としながらも、幾つかの根拠をもとに聖徳太子の著作とする。ただし、『法華経義疏』の題箋の撰号については書体と筆法が本文と異なるとして後人の補記であるとする[18]。また花山信勝は『法華経義疏』行間の書込み、訂正について、最晩年まで聖徳太子が草稿の推敲を続けていたと推定している[19]。

### 『上宮聖徳法王帝説』の系譜
『上宮聖徳法王帝説』巻頭に記述されている聖徳太子の系譜について、家永三郎は「おそくとも大宝（701-704年）までは下らぬ時期に成立した」として、記紀成立よりも古い資料によるとしている。

### 天寿国繡帳

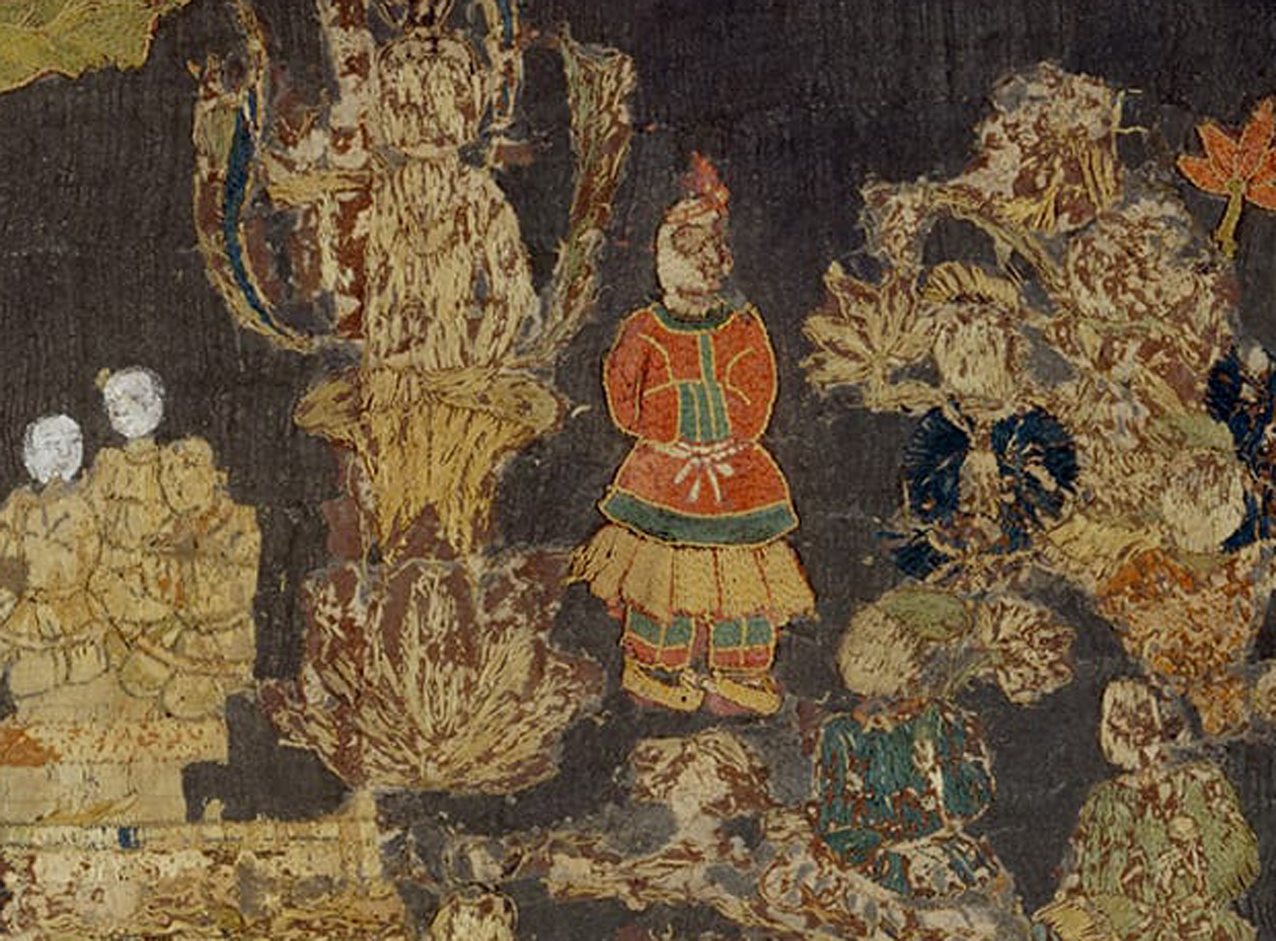
『天寿国繡帳』の男子。袴の上から着用している巻スカートが褶。

天寿国繡帳について大山は天皇号、和風諡号などの使用状況から推古朝に制作された可能性を否定している。また、金沢英之は、天寿国繡帳の銘文に現れる干支が、日本では持統天皇4年（690年）に採用された儀鳳暦（麟徳暦）のものであるとして、制作時期を690年以降とする。
一方、大橋一章は、天寿国繡帳に描かれた服制などの特徴から、推古朝に制作されたものとしている。義江明子は1989年に天寿国繡帳の銘文を推古朝成立とみてよいとする。石田尚豊は、その技法などから、8世紀に制作された可能性はないと指摘している。
服飾史では、高田倭男は天寿国繍帳に刺繍された男子は丸襟、左衽（さじん）、筒袖、細紐の帯、褶（ひらみ）の服装をしており、女子も上着の裾から褶が見え、その下にロングスカート状の裳（も）を着用していると指摘する。制作時期は太子没後間もない頃とする。
左衽は右の衽（おくみ）を左の衽の上に重ねる着方で、日本では古来左衽であったが中国では右衽で、左衽は夷狄の着方とされた。日本では719年（養老3年）2月に左衽から右衽に改められた（『続日本紀』）。褶は上衣の裾の下からのぞく襞（ひだ）のある丈の短い巻スカートである。中国の褶は丈の短い上衣のことで、日本とは意味が異なる。天武11年（682年）3月28日の詔において、「親王以下、百寮諸人、今より已後（いご）、位冠及び襅（まえも）、褶、脛裳（はぎもも）著（き）ること莫（な）かれ」と、親王以下百官の褶着用が禁止された。これらは天武朝以来の服制を唐風に改革する風潮のもとに行われた。
武田佐知子・津田大輔は、天寿国繍帳の服装は左衽、褶であるとし、高松塚古墳壁画より古い風俗とする。また襟や袖に付けた別色の縁取りは北周の品色衣を思わせるとする。高田は別色の縁取りは朝鮮半島で襈（せん）と呼ばれていたものではないかと指摘する。
増田美子は高松塚古墳壁画に描かれた男女の上衣の裾には一様に襴（らん）と見られる布を足した線が引かれているが、天寿国繍帳にはないと指摘する。襴は唐の服飾の特徴で、太宗年間（626年－649年）に登場する。日本では、天武13年（684年）4月の詔において、会集の日には襴衣の着用を義務付けた。
また、持統4年（689年）4月の詔で、「上下通じて綺帯と白袴を用い」と、身分の上下とも綺麗な帯と白袴を着用することになり高松塚古墳壁画の男子は白袴を穿いているが、天寿国繍帳の男子は裾が別色の色袴を穿いている。
このように天寿国繍帳の服装は推古朝、遅くとも唐風改革の始まる天武朝より前の様式を示しており、服飾史の研究においても、制作時期はその頃をするのが通説となっている。

### 法隆寺釈迦三尊像光背銘文
大山説が援用する福山敏男説では、法隆寺釈迦三尊像光背銘文は後世の追刻ではないかとする。一方、1979年に志水正司は「信用してよいとするのが今日の大方の形勢」とする。
法隆寺の依頼を受けて光背銘文を現地調査した東野治之は、銘文が刻まれた面は平滑であり、光背の制作段階から文字を刻むスペースとして用意されたことは明らかであると指摘し、「銘文の内容より下る時期の刻入とする論が否定されることはまちがいない」として追刻説を退けている。また、当時奈良文化財研究所に所属していた渡辺晃宏も調査に同行したが同意見であった。
このため、福山が疑問視した光背銘文にある「法興元丗一年」（621年）、「上宮法皇」、「司馬鞍首止利佛師造」といった文言は、釈迦像造立当時に刻まれたものと考えられる。
この調査は寺史の編纂に伴い実施されたもので、光背裏面全体を撮影するために複数のライトによる照明がなされるなど、それまでにない好条件のもとで行われた。追刻説は、こうした好条件のもとでの調査に基づいていないため、実際に調査を行わなければ、東野らが得たような知見は得られなかったであろうとする。

### 道後湯岡碑銘文
道後湯岡碑（伊予湯岡碑文）についてはこれまで推古天皇四年に建てたものとされてきた（牧野謙次郎,1938年）。
大山は、道後湯岡碑銘文における法興6年という年号について、法興は『日本書紀』に現れない年号（逸年号、私年号）であり、法隆寺釈迦三尊像光背銘文にも記されていると指摘している。
また大山は仙覚『万葉集註釈』（文永年間（1264年-1275年）ごろ）と『釈日本紀』（文永11年-正安3年ごろ（1274年-1301年ごろ））の引用（伊予国風土記逸文）が初出であるとして、鎌倉時代に捏造されたものとする。一方、荊木美行は伊予国風土記逸文を風土記（和銅6年（713年）官命で編纂）の一部としている。
東野治之は、銘文には伊予を「夷与（いよ）」と記しているが、「イ」に「夷」を当てる表記はきわめて珍しく、通常の万葉仮名では使用されないと指摘する。ほかの例としては、『元興寺縁起』に引く「元興寺丈六光銘」（飛鳥大仏の銘文とみられる）にある「夷波礼瀆辺宮（いわれいけべのみや）」が唯一の例である。したがって、銘文は7世紀の用字を伝えるものであり、法隆寺釈迦三尊光背銘にある法興年号と年立てが合致することも合わせ、碑を推古朝の作と判断してよいとする。
また、東野は銘文の内容が温泉の効用や神仙境的な立地を述べただけで聖徳太子に関係づけておらず、太子礼讃を意図した捏造ならば関係づけるはずだとして捏造説に疑問を呈している。

### 法起寺塔露盤銘
慶雲3年（706年）に彫られたとされる法起寺塔露盤銘に「上宮太子聖徳皇」とあることについて、大山説では露盤銘が暦仁元年（1238年）ごろに顕真が著した『聖徳太子伝私記』にしか見出せないことなどから偽作とする。
ただし、大橋一章の研究（2003年）の研究では、嘉禄三年（1227年）に四天王寺東僧坊の中明が著した『太子伝古今目録抄（四天王寺本）』には「法起寺塔露盤銘云上宮太子聖徳皇壬午年二月廿二日崩云云」と記されている。
また直木孝次郎は『万葉集』と飛鳥・平城京跡の出土木簡における用例の検討から「露盤銘の全文については筆写上の誤りを含めて疑問点はあるであろうが、『聖徳皇』は鎌倉時代の偽作ではない」と述べている。また「日本書紀が成立する14年前に作られた法起寺の塔露盤銘には聖徳皇という言葉があり、書紀で聖徳太子を創作したとする点は疑問。露銘板を偽作とする大山氏の説は推測に頼る所が多く、論証不十分。」と批判している。

### 『播磨国風土記』の記述
『播磨国風土記』（713年-717年ごろの成立とされる）印南郡大國里条にある生石神社の「石の宝殿」についての記述に「池之原 原南有作石 形如屋 長二丈 廣一丈五尺 高亦如之 名號曰 大石 傳云 聖徳王御世 厩戸 弓削大連 守屋 所造之石也」（原の南に作石あり。形、屋の如し。長さ二丈（つえ）、廣さ一丈五尺（さか、尺または咫）、高さもかくの如し。名號を大石といふ。傳へていへらく、聖徳の王の御世、弓削の大連の造れる石なり）とある。「弓削大連」は物部守屋、「聖徳王」は厩戸皇子と考えるなら、『播磨国風土記』は物部守屋が大連であった時代を、「聖徳の王（厩戸皇子）の御世」と表現していることになる。また、大宝令の注釈書『古記』（天平10年、738年ごろ）には上宮太子の諡号を「聖徳王」としたとある。

## 教育における扱い
一般的な呼称の基準ともなる歴史の教科書においては長く「聖徳太子（厩戸皇子）」とされてきた。しかし上記のように存命中の呼称ではないという理由により、たとえば山川出版社の『詳説日本史』では2002年（平成14年）度検定版から「厩戸王（聖徳太子）」に変更された。この方針に対して保守派を中心に脱・皇国史観の行き過ぎという批判があった。
2013年（平成25年）3月27日付『朝日新聞』によれば、清水書院の高校日本史教科書では2014年（平成26年）度版から、歴史研究者によって指摘されるようになってきた聖徳太子虚構説（従来聖徳太子として語られてきた人物像はあくまで虚構、つまりフィクションである、とする説）をとりあげた（本項「#虚構説」も参照）。
歴史家らからは、厩戸王の存在はともかくとして、膨大な業績を残したという「聖徳太子」については脚色が疑われているため、中学や高校の教科書では「厩戸王（聖徳太子）」など、「聖徳太子」という呼称はカッコの中でしか記述されないものが増えている。石井公成は「厩戸王」は小倉豊文が「聖徳太子」イメージを避けて研究するために用いた仮の名前であり、資料にはほとんど出てこない名前であること、後代の名称が使えないのならば欽明天皇も推古天皇も天智天皇も天武天皇も使えないことになるため、もっと問題があるとしている。
なお「厩戸王」などとした表記について、「表記が変わると教えづらい」という声があることから、2020年度に小学校へ、2021年度に中学校へ導入される予定の学習指導要領案最終版では、文部科学省は「聖徳太子」に修正するよう検討していたことが報道された。